# Кот (вождь едуїв)
Кот або Котон чи Котос (*д/н —після 52 до н. е.) — вождь галльського племені едуїв. Ім'я перекладається як «Старий».

## Життєпис
Походив зі знатного роду. Був одним з вождів едуїв, втім його політичний статус достеменно не з'ясовано. У 52 році до н. е. він намагається за допомогою свого брата Валеціака отримати посаду вергобрета (верховного судді), якою той володів в 51 році до н. е.
Кот зі своєю надзвичайно могутньою родиною та клієнтелою відмовляється визнати законність обрання на цю посаду Конвіктолітава. Замість цього почав готуватися до збройного вирішення питання. Це вкрай загострило все традиційні розбіжності між вождями, знатними родинами і зборами.
Гай Юлій Цезар, який усвідомлював ризик громадянської війни серед едуїв (його союзників), скликав великі збору едуйського народу в Декетії (сучасне Децізе) і змушує всіх визнати, що правом на посаду вергобрета володіє Конвіктолітав.
Того ж року під впливом поразки римлян при Герговії едуї на чолі із Конвіктолітавом долучаються до галльської коаліції Верцінгеторікса. Кот залишається вірним всенародному рішенням. Йому доручено командування частиною кінноти, на чолі якої він бере участь у битві на території секванів, що відбувалася до облоги Алезії. У ній кіннота галлів протистояла римській кінноті, яку підтримували германські найманці. Повсталі галли зазнали поразки, а Кот опинився у полоні. Подальша доля невідома.